# TV-året 1973

## Händelser
- Antal TV-mottagare (per 1 000 invånare) under detta år: 339 i Sverige, 304 i Danmark, 263 i Finland, 249 i Norge, 217 i Island.

### Maj
- "N.S.V.I.P.'s/Not so very important people" vinner TV-priset Rose d'Or, Torbjörn Axelman, Lars Egler, Lee Hazlewood.

## TV-program
- 31 oktober - Första avsnittet av dokumentärserien The World at War visas i Storbritannien på ITV.

### Sveriges Radio-TV
- 1 januari – Premiär för TV-serien Ett köpmanshus i skärgården i regi av Åke Falck, med Ulf Brunnberg, Agneta Bolme, Irma Christenson, Ernst Günther och Sten-Åke Cederhök.
- 1 januari – Seriestart för Makt på spel i regi av Staffan Roos, om Sverige i en framtid i politisk miljö 1979, med Frej Lindqvist, Bibi Andersson, Olof Bergström och John Zacharias.
- 2 januari – Kyss henne!, svensk långfilm från 1940, visas för första gången på TV och blir tillsammans med upplösningen av Norrmalmstorgsdramat årets mest sedda program.
- 5 januari – Trettonbal - Ett program att lyssna och dansa till med Family Four, Charlie Norman, Eva Serning, Carli Tornehave.
- 6 januari – Seriestart för 13 nya avsnitt av Teskedsgumman med Birgitta Andersson.
- 6 januari – TV-2 teatern Vem älskar Yngve Frej? med Allan Edvall, Bellan Roos, Gus Dahlström, Gunnar Strååt, Janne Carlsson och Christina Stenius.
- 12 januari – Fleksnes fataliteter - Komediserie med bland andra Rolv Wesenlund. Det första av fem avsnitt.
- 15 januari – Ny omgång av magasinet Halvsju med Åke Falck.
- 17 januari – En roliger dans. Spelmansmusik och folkdans på Ångbåtsudden i Orsa med Ovansiljans byalag.
- 18 januari – Premiär för Hem ljuva hem, engelsk komediserie.
- 21 januari – Barna Hedenhös - en ritsaga i 10 avsnitt av Bertil Almqvist.
- 24 januari – Man är ju inte mer än människa, sånger och berättelser av Åke Arenhill och Max Lundgren. Medverkande: Ernst-Hugo Järegård, Lill-Babs, Östen Warnerbring, med flera.
- 29 januari – Kidnappad, svensk thriller i regi av Bo Bjelfvenstam. Medverkande: Willy Peters, Anders Nyström, Bert-Åke Varg, med flera.
- 4 februari – Premiär för underhållningsserien Fint som snus med bland andra Bert-Åke Varg och Eva Bysing.
- 14 februari – Premiär för TV-serien Din stund på jorden med Georg Funkquist, med flera.
- 16 februari – På luffen i Rumänien. Folkliv och kulturhistoria med Lasse Holmqvist.
- 17 februari – Filmen Elsa får piano i regi av Yngve Gamlin med Hasse Alfredson, Lena Söderblom och Britta Pettersson.
- 18 februari – Seriestart för Våra favoriter. Träff på Herrgårn med Gnesta-Kalle, Hootenanny Singers, Yan Swahn, Pälle Näver, med flera.
- 17 mars – Träben och emaljöga, en Piraten-novell med Gösta Ekman, Jan Malmsjö, Monica Zetterlund, med flera.
- 19 mars – Premiär för barnprogrammet Snickar-Holgers verkstad med Nils Ahlroth.
- 22 mars – Seriestart för Vitsväktarna, humorserie i sex avsnitt med bland andra Nils Eklund, Annika Ekstrand och Sven Slättengren.
- 23 mars – Pratmakarna, humorserie med bland andra Stig Grybe, Carl-Gustaf Lindstedt och Rolf Bengtsson.
- 28 mars – Jubel i busken, premiär för sex nya avsnitt med Sten-Åke Cederhök, Sonya Hedenbratt, Rulle Lövgren, med flera.
- 1 april – Premiär för TV-serien Kvartetten som sprängdes efter Birger Sjöberg i regi av Hans Alfredson.
- 2 april – Ska vi hem till dig... eller hem till mig... eller var och en till sitt?, film av Lasse Hallström om snabbförälskelse, raggning och kontaktbehov.
- 9 april – Gamen, fars av P.C. Jersild med Tomas von Brömssen, Carl-Gustaf Lindstedt, Ulf Palme, Toivo Pawlo, Ulla Sjöblom, med flera.
- 11 april - Premiär för Scener ur ett äktenskap, dramaserie i 6 delar av Ingmar Bergman med Liv Ullmann, Erland Josephson, Bibi Andersson och Jan Malmsjö.
- 15 april – Musik på spel, Hasse Tellemar presenterar det mesta i dragspel och lite till.
- 6 maj – Ta mig på ordet, frågelek med Moltas Erikson, Kersti Adams-Ray, Meta Velander och Pekka Langer.
- 20 maj – Hela kyrkan sjunger, del 1 av 7. Sånggudstjänst från Pingstkyrkan i Umeå. Programledare: Margit Borgström.
- 2 juni – Premiär för Sommarnöjet. Underhållningsserie med Lasse Holmqvist och hans gäster.
- 5 juli – Premiär för Skogman på Skansen. Serie i 9 avsnitt. Thore Skogman, gästartister och glada musikanter från Solliden.
- 7 juli – Sommar med Carl-Anton... Högst opp på vårat berg... Start för en underhållningsserie i 8 delar med Carl Anton Axelsson och gästartister.
- 1 september – Så gick femtio år, underhållning från 50-årsjubilerande nöjesparken Liseberg i Göteborg.
- 13 september – Start för en ny omgång av den engelska dramaserien Arvvingarna.
- 20 september – Premiär för 8 nya avsnitt av N.P. Möller, fastighetsskötare med bland andra Nils Ahlroth, Jan Malmsjö och Bellan Roos.
- 22 september – Premiär för en omgång av Nya tiotusenkronorsfrågan med Nils Erik Bæhrendtz.
- 26 september – Start för andra omgången av Bengt Bratts dramaserie Hem till byn.
- 1 oktober – Premiär för Häng med, en frågetävling med Lennart Hyland.
- 6 oktober – Första avsnittet av Den vita stenen, familjeserie av Gunnel Linde.
- 7 oktober – Första avsnittet av Pelle Jansson, familjeserie med bland andra Ola Wilhelmsson, Tommy Johnson och Maud Hansson.
- 13 oktober – Lill Show, det första av fyra underhållningsprogram med Lill Lindfors och gästartister.
- 24 oktober – Premiär för regionala nyhetsprogrammet Västnytt. [1]
- 3 november – Start för den andra säsongen med tretton avsnitt av den brittiska dramaserien Herrskap och tjänstefolk.
- 4 november – Säsongsstart för 10 nya avsnitt av Nygammalt med Bosse Larsson, Bröderna Lindqvist och gästartister.
- 19 november – Start för Fem myror är fler än fyra elefanter med Magnus, Brasse, Eva och dockorna Knysten och Fräs.
- 28 november – Premiär för en ny omgång av komediserien Herrarna i hagen med bland andra Jarl Borssén och Sune Mangs.
- 1 december – Årets julkalender är Jul i Mumindalen. [2]
- 6 december – Andra omgången av Bröderna Malm med bland andra Stig Grybe, Olof Thunberg och Ulf Brunnberg.
- 8 december – Premiär för Lasse Hallströms Pappas pojkar med Magnus Härenstam, Brasse Brännström, Carl-Gustaf Lindstedt, med flera.
- 15 december – Den norska filmen Kranes konditori visas för första gången i Sverige i TV2.
- 22 december – Eva Rydberg och Lasse Kühler Show, underhållning med Eva Rydberg och Lasse Kühler baserat på sommarens folkparksshow.
- 25 december – Dramaserien Någonstans i Sverige med Janne Carlsson, Per Ragnar, Tommy Johnson, Olle Björling, med flera.
- 26 december – Thore Skogman på Berns, med Thore Skogman och Eva Bysing. Det första av två program.

## Födda
- 6 augusti – Tina Nordström, svensk kock och programledare i TV.
- 16 oktober – Eva Röse, svensk skådespelare och TV-programledare.
- 26 november – Marcus Öhrn, svensk musiker, Fame Factory-deltagare och skådespelare.

## Avlidna
- 17 april – Leif Asp, 40, svensk pianist (Hylands hörna).
- 25 december – Erik "Uncas" Englund, 67, svensk vinnare i 1957 års Kvitt eller dubbelt i ämnet Nordamerikas indianer.[3]

### Fotnoter
1. ↑  ”Svensk mediedatabas”. http://smdb.kb.se/catalog/search?q=V%C3%A4stnytt&sort=OLDEST. Läst 30 mars 2011.
2. ↑  ”Jultradition”. Arkiverad från originalet den 25 april 2012. https://web.archive.org/web/20120425112719/http://www.jultradition.se/tv.htm. Läst 26 mars 2011.
3. ↑  Dödsannons i Dagens Nyheter, 4 januari 1974, sid. 23